# 拉蒂纳
拉蒂纳位于意大利中部，成立于1932年，是拉蒂纳省的首府，截至2011年拥有115,895名居民，是拉齐奥大区仅次于首都罗马的第二大城市。

## 歷史

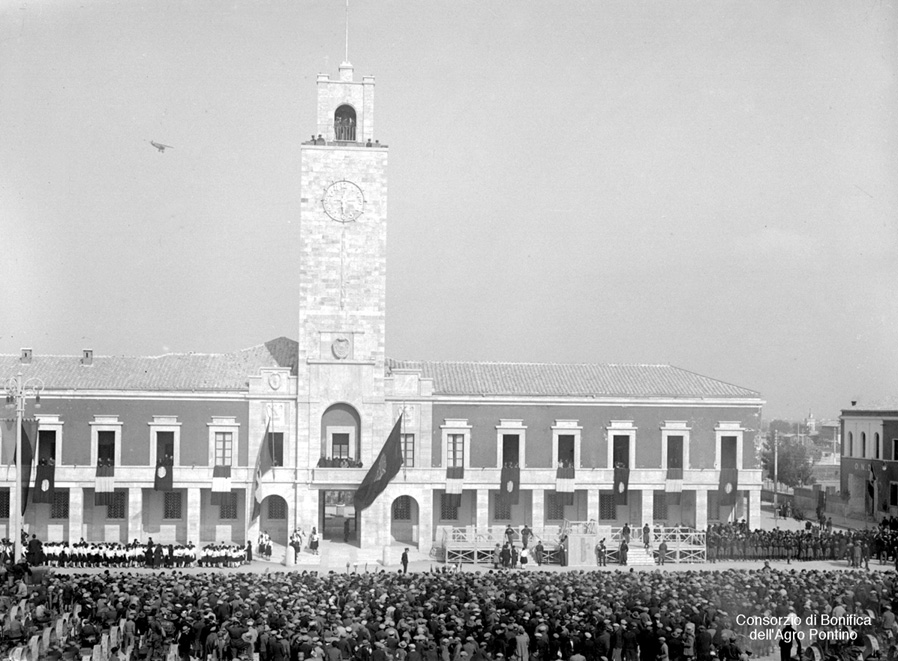
1932 年的利托里亚落成典礼

拉蒂纳所在区域最初是由拉丁人定居的，但拉蒂纳这座城市却是由贝尼托·墨索里尼（Benito Mussolini）于1932年6月30日建立的，当时的城市名称为利托里亚（Littoria），以束棒（義大利語：fascio littorio）之名命名，为法西斯主义政府所在地。
利托里亚（Littoria）居住着主要来自弗留利（Friuli）和威尼托（Veneto）的定居者，这些人组成了所谓的威尼斯-庞帝社区（今天仅在某些外围自治区幸存）；城内的大厦和纪念碑主要采用理性主义风格，由马切洛·皮亚森蒂尼（Marcello Piacentini）、安吉欧洛·马佐尼（Angiolo Mazzoni）和 Duilio Cambellotti 等著名建筑师和艺术家设计。
1934年，利托里亚成为省会城市，并在第二次世界大战后，于1946年更名为拉蒂纳（Latina）。随着其他人（主要来自拉齐奥）的到来，当地最初的方言（类似于威尼斯方言）逐渐被一种罗马方言所取代。

## 經濟
拉蒂纳是意大利重要的農業中心，生产蔬菜、花卉、糖、水果，以及奶酪及其衍生产品，該市的产业还包括生物製藥工業、化學工業和強大的服務業。拉蒂纳曾拥有拉蒂纳核電站，现已關閉。

## 人物
- 提傑安若·費洛：歌手
- 馬蒂亞·佩林：足球守門員

## 友好城市
- 西班牙帕洛斯-德拉弗龙特拉
- 巴西法羅皮利亞

## 图片

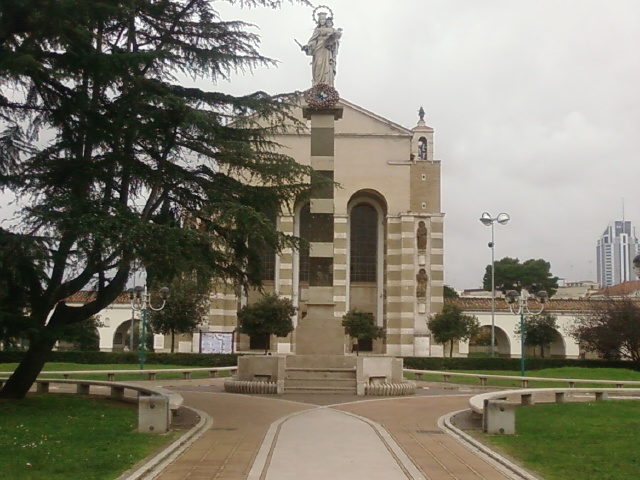
[[Latina Cathedral|圣马可大教堂
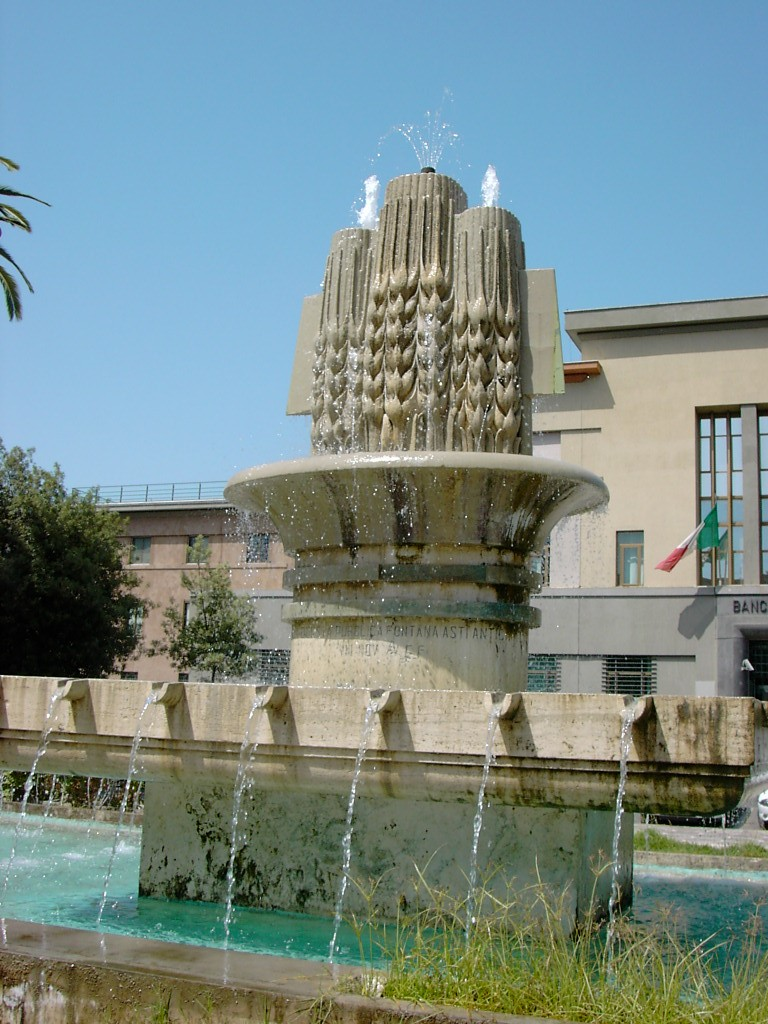
自由广场喷泉
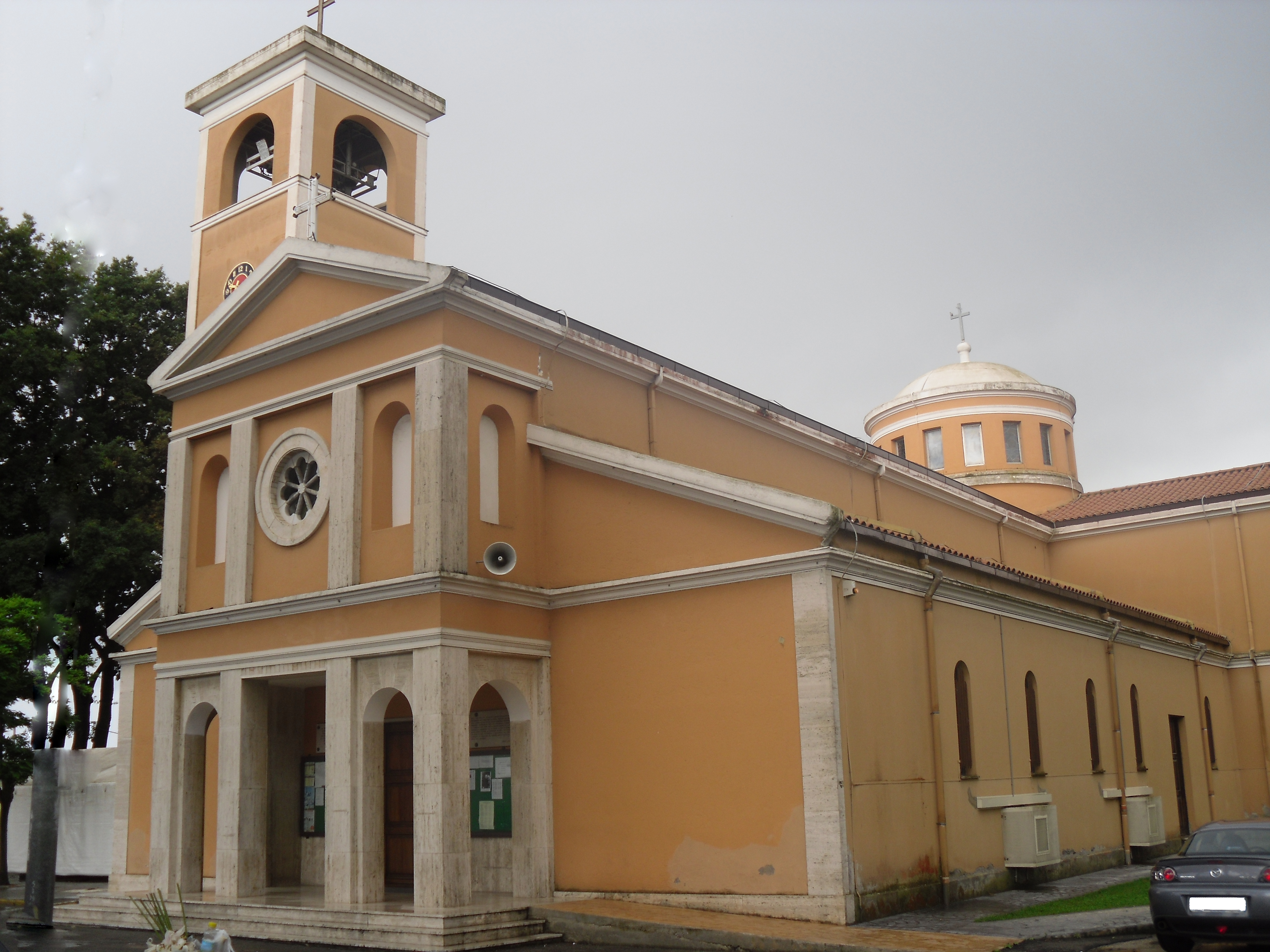
博尔戈·萨博蒂诺教堂

## 参阅
- 勒天拿體育會（Unione Sportiva Latina Calcio）